# Centre Olímpic d'Halterofília de Níkea
El Centre Olímpic Nakaia d'Halterofília és un pavelló poliesportiu de la ciutat de Níkea, població situada prop de la ciutat de El Pireu (Grècia).
El Centre fou inaugurat el 14 d'agost de 2004 per tal d'allotjar la competició d'halterofília durant els Jocs Olímpics d'Estiu de 2004 disputats a la ciutat d'Atenes. L'edifici té una capacitat per a 5.100 espectadors, tot i que durant la celebració dels Jocs només es posaren a la venda 3.500 entrades.
Després de la seva utilització per a la competició d'halterofília durant Jocs el centre ha estat seu de diverses competicions d'esgrima, sent actualment un centre de lectura i conferències de la Universitat del Pireu.